# Walting (Weiding)
Walting ist ein Gemeindeteil der Gemeinde Weiding im Landkreis Cham des Regierungsbezirks Oberpfalz im Freistaat Bayern.

## Geografie
Walting liegt 3 Kilometer südöstlich von Weiding und 3 Kilometer östlich der Bundesstraße 20. Nördlich von Walting erheben sich der 432 Meter hohe Fuchsbühl und der 505 Meter hohe Hohenstein.

## Geschichte
Walting liegt in der Cham-Further Senke, die sowohl als Handelsstraße als auch als militärischer Aufmarschraum seit frühester Zeit Bedeutung hatte. Sie war zunächst im Besitz der Merowinger, dann der Agilolfinger. Nach Absetzung von Tassilo III. im Jahr 788 folgte den Agilolfingern das ostfränkische Königtum und im 10. Jahrhundert das deutsche Königtum. Damit wurde das Gebiet der Cham-Further Senke zum Königsland, dem Campriche. Hier wurde nun eine neue wehrpolitische Organisation geschaffen, die ein Gegengewicht zum böhmischen Chodenwesen darstellte. Besondere Bedeutung hatte in diesem Zusammenhang die Burg Cham. Im 11. Jahrhundert entstand zur weiteren militärischen Befestigung des Grenzlandes rund um die Burg Cham ein dichtes Befestigungsnetz weiterer Burgen. Zu diesen Burgen gehörte auch die Burg Walting. Die Inhaber dieser Burgen waren Ministerialen der Markgrafen von Cham.
Walting wurde 1625 in einem Verzeichnis der Reichslehen der bayerischen Kurfürsten aufgeführt.
1752 war das Amt Cham in ein Vorderamt und ein Hinteres Amt eingeteilt. Walting gehörte zum Hinteren Amt. Walting hatte 14 Anwesen, darunter ein Gemeinde-Hüthaus. Eigentümer waren Köglmayr, Wührl, Zobl, Gürtler, Strauß, Fink, Kurz, Reuppel, Killinger, Magerer. 1 Anwesen gehörte zum kurfürstlichen Beutellehen, 1 Hof mit Häusl zum Sünzlischen Lehen, 1 Hof zum Domkapitel Regensburg, 9 Anwesen zur Herrschaft Runding und 1 Anwesen zum Landgericht Kötzting.
1808 wurde die Verordnung über das allgemeine Steuerprovisorium erlassen. Mit ihr wurde das Steuerwesen in Bayern neu geordnet und es wurden Steuerdistrikte gebildet. Dabei kam Walting zum Steuerdistrikt Raindorf. Der Steuerdistrikt Raindorf bestand aus den Ortschaften Raindorf mit Vierau, Rieding mit Anderlmühle, Gferet, Tappmühle und Utzmühle, Walting mit Haid und Steinach, Maiering.
1821 wurden im Landgericht Cham Gemeinden gebildet. Walting war zunächst nach Raindorf eingemeindet. Wegen der verschiedenen Pfarreizugehörigkeiten, Walting gehörte zur Pfarrei Arnschwang und Raindorf zur Pfarrei Runding, wurde aus Walting zusammen mit Haid, Maiering und Steinach eine selbständige Gemeinde gebildet. Sie wurde am 1. Mai 1978 aufgelöst und in die Gemeinde Weiding eingegliedert.

## Expositur St. Marien Walting
Walting gehörte zunächst zur Pfarrei Arnschwang. 1913 / 1914 wurde in Walting eine Kirche gebaut. 1915 wurde es zur Expositur erhoben. Der Kooperator von Arnschwang wurde nach Walting exponiert. Ab 1955 war die Seelsorgestelle in Walting nicht mehr besetzt. Zur Expositur Walting gehören Walting, Blumhof, Haid, Maiering, Neumühlen, Steinach. 1997 hatte die Expositur Walting insgesamt 322 Katholiken und 4 Nichtkatholiken. Walting selbst hatte 1997 192 Katholiken.

## Einwohnerentwicklung ab 1838
| Jahr | Einwohner | Gebäude |
| ---- | --------- | ------- |
| 1838 | 144       | 17      |
| 1861 | 137       | 50      |
| 1871 | 136       | 69      |
| 1885 | 129       | 27      |
| 1900 | 156       | 26      |
| 1913 | 147       | 24      |

| Jahr | Einwohner | Gebäude |
| ---- | --------- | ------- |
| 1925 | 160       | 26      |
| 1950 | 189       | 32      |
| 1961 | 178       | 35      |
| 1970 | 181       | k. A.   |
| 1987 | 196       | 53      |
| 2011 | 193       | k. A.   |

## Denkmalschutz
Am Ostrand von Walting steht die denkmalgeschützte katholische Expositurkirche St. Maria. Es handelt sich um einen Saalbau mit eingezogenem Chor, abgewalmtem Satteldach und Fassadenturm mit Zwiebelhaube. Sie wurde 1913 / 1914 in neubarockem Stil erbaut. (Denkmalnummer D-3-72-174-14)
In Walting befinden sich 5 mittelalterliche Erdställe, die als Bodendenkmal gekennzeichnet sind. (Denkmalnummern: D-3-6742-0110, D-3-6742-0114, D-3-6742-0118, D-3-6742-0046, D-3-6742-0109)